# Giuseppe De-Botazzi
Giuseppe De-Botazzi (fl. XIX secolo) è stato un docente italiano.
Insegnò lingua italiana a Stoccarda dal 1887 e fu fondatore, vicepresidente e segretario del Circolo Italiano, oltre che interprete giurato al tribunale.

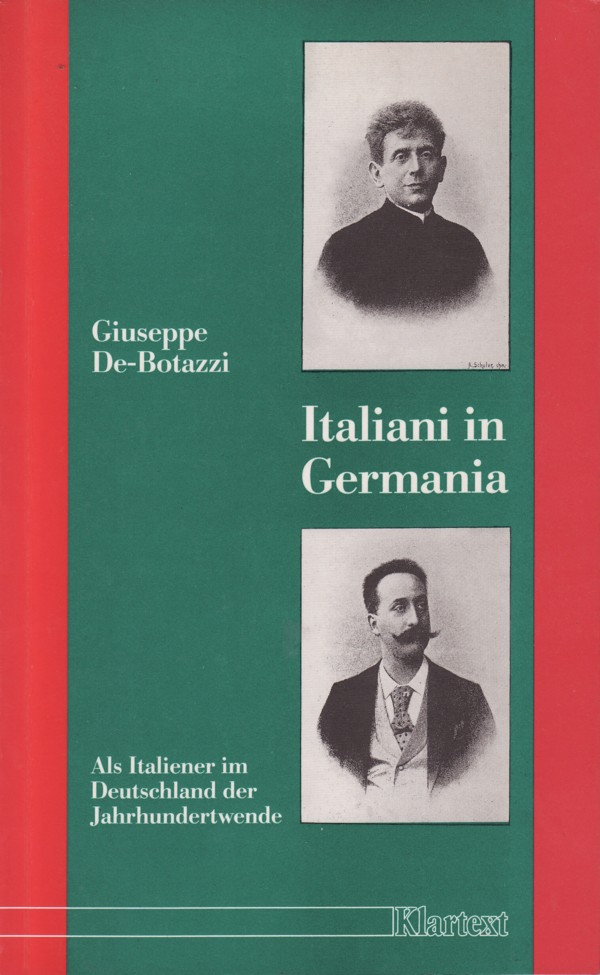
La copertina del libro di Giuseppe De-Botazzi

Il 12 novembre 1895 pubblicò un libro, dal titolo Italiani in Germania - Als Italiener im Deutschland del Jahrundertwende di 223 pagine, in cui raccontava la vita delle persone in varie città della Germania contemporanea.
(Giuseppe De-Botazzi, Italiani in Germania - Als Italiener im Deutschland del Jahrundertwende)